# 악어거북
악어거북(Alligator snapping turtle)은 늑대거북과에 속하는 큰 거북이 종이며, 미국의 담수 서식지에 서식하는 고유종이다. 악어거북은 세계에서 가장 무거운 민물 거북 중 하나이자, 북아메리카에서 가장 큰 민물 거북이 종이다. 이 거북은 종종 악어거북속에 속하는 일반적인 늑대거북과 관련이 있지만 밀접한 관련은 없다. 종명인 마크로켈리스 테민키(M. temminckii)는 네덜란드의 동물학자 쿤라트 야코프 테밍크를 기리기 위한 것이다.

## 묘사

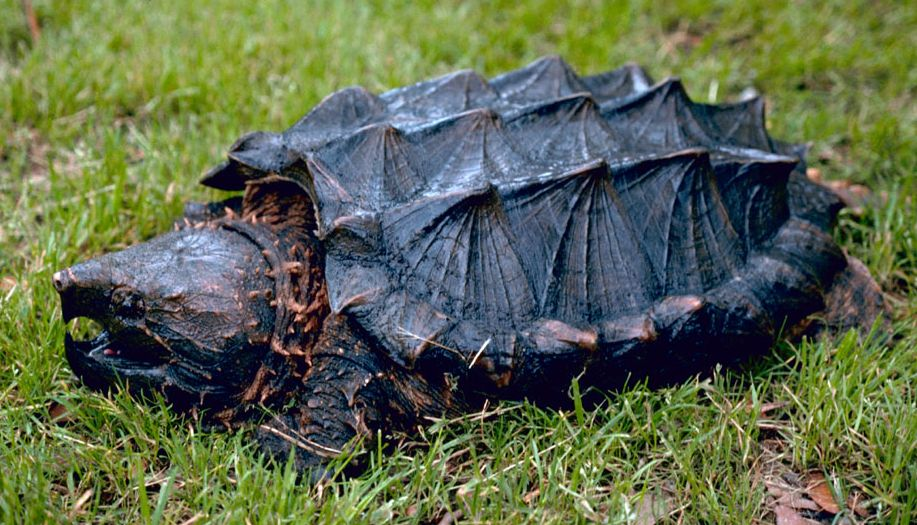
악어거북

악어거북은 크고 무거운 머리와 길고 두꺼운 껍질에 큰 비늘 (골피)의 세 개의 등쪽 능선이 있는 것이 특징으로, 도금된 공룡, 특히 안킬로사우루스를 연상시키는 원시적인 외관을 제공한다. 늑대거북과는 갑각에 있는 세 줄의 뚜렷한 스파이크와 융기된 접시로 즉시 구별할 수 있는 반면, 늑대거북은 갑각이 더 부드러워진다. 갑각의 스파이크는 거북이가 나이가 들면서 점차 평평해진다. 악어거북은 회색, 갈색, 검은색 또는 올리브색 녹색의 단단한 색이며 종종 조류로 덮여 있다. 눈 주위에는 방사되는 노란색 패턴이 있어 거북이의 위장을 유지하는 데 도움이 된다. 또한 눈은 살이 많고 필라멘트가 많은 "눈꺼풀"이 별 모양으로 배열되어 있다.
검증되지는 않았지만, 1937년 캔자스주에서 183kg의 악어거북이가 발견되었지만, 가장 큰 악어거북이는 논란의 여지가 있다. 시카고의 셰드 수족관에서 무게가 측정된 한 마리는 몸무게가 113kg에 달하는 16년 된 거대 악어거북이로 1999년 번식 대출의 일환으로 테네시 수족관으로 보내져 사망했다. 107kg의 또 다른 대형 거북이는 시카고 교외의 브룩필드 동물원에 수용되었다. 또 다른 대형 거북이는 135kg의 무게가 나가는 것으로 알려졌다. 이 종은 일반적으로 그렇게 크지 않다. 번식 성숙도는 약 8kg에 달하며, 직선 갑각 길이는 약 33cm이지만 평생에 걸쳐 계속 자란다. 예외적으로 큰 표본을 제외한 성체 악어거북은 일반적으로 갑각 길이가 35~80.8cm이고 무게는 8.4~80kg이다. 수컷이 암컷보다 일반적으로 더 크다. 성체 악어거북 88마리는 평균 21.05kg, 92마리는 평균 19.72kg, 249마리는 평균 13.5kg이다. 일반적으로 매우 나이가 많은 수컷이 대부분의 개체군 조사에서 45kg을 초과하는 표본으로 구성된다.
성숙한 표본에서 갑각 길이가 30cm가 넘는 곧은 갑각의 위치와 꼬리 밑동의 두께로 수컷과 암컷을 구별할 수 있다. 성숙한 수컷의 배설강은 갑각 가장자리 너머로 뻗어 있으며, 암컷의 배설강은 색소체에 더 가깝지는 않더라도 가장자리에 정확히 배치된다. 수컷의 꼬리 밑동도 암컷에 비해 두꺼운 이유는 숨겨진 생식 기관 때문이다.
거북이의 입 안쪽은 위장되어 있으며 혀 끝에는 공격적인 모방의 한 형태인 물고기 유인에 사용되는 연충 모양의 부속물이 있다. 독특한 머리 형태 연구에 따르면 이 종은 물린 부위의 성능에 대한 자연 선택성이 강하고 체력에 직간접적으로 영향을 미칠 수 있다. 연구에 따르면 악어거북은 물기둥의 깊이를 변경하여 체온을 조절하는 것으로 알려져 있는데, 이는 이 종은 거의 볼 수 없기 때문이다.
이 거북이는 극도로 조심스럽게 다루어야 하며 잠재적으로 위험한 것으로 간주되어야 한다. 이 종은 빗자루 손잡이를 통해 물 수 있으며 사람의 손가락이 이 종에 의해 깨끗하게 물린 드문 사례가 보고되었다. 그래서 악어거북에 의한 사망은 보고되지 않았다.

## 분포 및 서식지
악어거북은 주로 미국 남동부의 담수에서 발견된다. 플로리다주 서부에서 텍사스주 동부까지, 캔자스주, 미주리주, 아이오와주 남동부, 일리노이주 서부, 인디애나주 남부, 켄터키주 서부, 루이지애나주 서부, 테네시주 서부에서 발견된다. 일반적으로 둥지를 튼 암컷만 육지로 모험을 떠난다.
이 종은 일반적으로 멕시코만으로 유입되는 수역에서만 발견되며 일반적으로 고립된 습지나 연못에서는 발견되지 않았다. 한 연구에 따르면 거북이들은 캐노피 덮개가 있고, 돌출된 나무, 관목, 죽은 물에 잠긴 나무, 비버 굴이 있는 곳을 선호하는 것으로 나타났다. 이 종은 이러한 서식지 내에서 핵심 장소를 활용하며 암컷이 수컷보다 이동 패턴이 더 큰 경향이 있다. 개체의 평균 서식지 범위는 750m이다. 암컷이 수컷보다 서식지 범위가 더 크다.

## 먹이
악어거북은 거의 전적으로 육식성인 기회주의적 먹이이다. 살아있는 먹이를 잡는 것과 죽은 생물을 청소하는 것 모두에 의존한다. 일반적으로 잡을 수 있는 거의 모든 것을 먹는다. 어부들은 이 종의 물고기를 잡고 물고기 개체 수를 고갈시키는 능력을 미화하는 반면, 실제로는 풍부하고 쉽게 잡히는 먹이를 주로 표적으로 삼으며 물고기 개체 수에 광범위한 해로운 영향을 미치는 경우는 거의 없다. 자연식은 주로 물고기와 물고기 사체, 연체동물, 부육, 양서류 등으로 구성되어 있지만 뱀, 달팽이, 벌레 및 기타 무척추동물, 가재, 곤충, 물새, 수생식물, 기타 거북이, 때로는 작은 악어도 잡아먹는 것으로 알려져 있다. 루이지애나주에서 실시된 한 연구에 따르면 성체 악어거북이의 위 내용물의 79.8%가 다른 거북이로 구성된 것으로 밝혀졌지만, 조개껍질과 파충류 뼈 조각이 소화에 대한 저항성 때문에 이러한 조각이 다른 품목보다 소화관에 더 오래 남아있을 수 있다. 또한 이 종은 때때로 뉴트리아와 사향쥐를 포함한 수생 설치류를 잡아먹거나 다람쥐, 쥐, 주머니쥐, 라쿤, 아르마딜로 등 중소형 포유류를 잡아먹거나 수영을 시도하거나 물가 근처에 접근할 때도 잡아먹을 수 있다.

## 번식 및 수명
성숙기는 약 12세에 달한다. 짝짓기는 매년 남부 지역의 이른 봄에, 북부 지역의 늦은 봄에 이루어진다. 약 두 달 후, 암컷은 둥지를 틀고 10~50개의 알을 낳는다. 일부 암컷은 매년 알을 낳고 일부 암컷은 격년으로 알을 낳는 것으로 나타났다. 암컷의 성별은 알을 부화시키는 온도에 따라 달라진다. 이를 온도에 따른 성 결정이라고 하며, 모든 거북이 종에서 성을 결정하는 데 사용한다. 악어거북의 경우 온도가 높을수록 한 번에 더 많은 수컷이 번식한다. 둥지는 일반적으로 물에 잠기거나 익사하는 것을 방지하기 위해 물가에서 최소 50야드 떨어진 곳에서 발굴된다. 부화에는 100일에서 140일이 걸리며, 이른 가을에 부화기가 나타난다.
야생에서의 잠재적 수명은 알려지지 않았지만 악어거북은 200세까지 살 수 있는 것으로 알려져 있지만 80~120세가 더 많다. 사육 상태에서는 일반적으로 20년에서 70년 사이에 산다.

## 같이 보기
- 늑대거북